# Orbite de transfert
Une orbite de transfert, dans le domaine de l'astronautique, est l'orbite sur laquelle est placé temporairement un véhicule spatial entre une orbite initiale, ou la trajectoire de lancement, et une orbite visée.

## Orbite de transfert de Hohmann

### Définition

L'orbite de transfert (en jaune) permet de passer de l'orbite basse (en vert) à l'orbite haute (en rouge)

Une trajectoire (aussi appelée transfert, parfois simplement orbite) de Hohmann est une trajectoire qui permet de passer d'une orbite circulaire à une autre orbite circulaire située dans le même plan, en utilisant uniquement deux manœuvres impulsionnelles. En se limitant à deux manœuvres, cette trajectoire est celle consommant le moins d'énergie possible. Avec plus de deux manœuvres par contre, on peut recourir à des transferts dit bi-elliptiques qui se révèlent plus économes en énergie, mais à condition que le rayon de l'orbite d'arrivée excède d'un facteur ~12 celui de l'orbite de départ.

### Type I et Type II
Une orbite de transfert de Hohmann idéale nécessite que les orbites de départ et d'arrivée soient circulaires, dans le même plan orbital et que la trajectoire parcoure 180° de l'orbite de transfert. Dans le monde réel, l'orbite cible peut ne pas être circulaire ni coplanaire et la trajectoire de l'engin spatial peut représenter moins de 180° de l'orbite de transfert ou au contraire plus de 180°. Si la trajectoire parcourt moins de 180° on parle de transfert de Hohmann de type I dans le cas contraire il s'agit d'un transfert de Hohmann de type II,. 

### Calculs
L'orbite de départ est circulaire de basse altitude, soit, par exemple, {\displaystyle \scriptstyle {r_{1}=1,15R}} (avec R rayon terrestre), de période {\displaystyle \scriptstyle {T_{1}=T_{0}\left({\frac {r_{1}}{R}}\right)^{3/2}}}, de vitesse  {\displaystyle \scriptstyle {V_{1}=V_{0}\left({\frac {R}{r_{1}}}\right)^{1/2}}}, dans laquelle  {\displaystyle \scriptstyle {T_{0}\approx 84\;{\rm {min}}}} et {\displaystyle \scriptstyle {V_{0}\approx \ 8,2\;{\rm {km/s}}}}.
L'orbite visée est circulaire de haute altitude, soit, par exemple, {\displaystyle \scriptstyle {r_{2}=6,61R}}, dont la période {\displaystyle \scriptstyle {T_{2}=T_{0}\left({\frac {r_{2}}{R}}\right)^{3/2}}} et la vitesse {\displaystyle \scriptstyle {V_{2}=V_{0}\left({\frac {R}{r_{2}}}\right)^{1/2}}} sont définies par des formules similaires.
L'orbite de Hohmann est l'ellipse de transfert de périgée {\displaystyle \scriptstyle {r_{1}}} et d'apogée {\displaystyle \scriptstyle {r_{2}}}, donc de grand axe {\displaystyle \scriptstyle {2a=r_{1}+r_{2}\approx 7,76R}}, et d'excentricité {\displaystyle \scriptstyle {e={\frac {r_{2}-r_{1}}{r_{2}+r_{1}}}\approx 0,708}}. Son moment cinétique {\displaystyle \scriptstyle L}, son énergie {\displaystyle \scriptstyle E} et sa période {\displaystyle \scriptstyle T} sont donc connues.
Au temps {\displaystyle \scriptstyle t_{0}}, le moteur fournit un surcroît de vitesse {\displaystyle \scriptstyle v} au satellite tel que 

{\displaystyle m(V_{1}+v)r_{1}=L}.
Au temps {\displaystyle \scriptstyle {t_{0}+{\frac {T}{2}}}}, le satellite parvient  à son apogée {\displaystyle \scriptstyle r_{2}} mais avec une vitesse insuffisante. Le  moteur fournit un surcroît de vitesse {\displaystyle v'} de sorte que 

{\displaystyle L+mv'r_{2}=mV_{2}r_{2}}. 
Il faut donc que le décalage angulaire, au temps {\displaystyle t_{0}}, entre la position du satellite {\displaystyle S_{1}}  et la position du satellite {\displaystyle S_{2}}  soit {\displaystyle \pi (1-{\frac {T}{T_{2}}})}, dans le cas d'un rendez-vous.
Le transfert du satellite de {\displaystyle r_{1}} à {\displaystyle r_{2}} entraîne un coût énergétique correspondant aux deux allumages du moteur : surcroît {\displaystyle v=0,277V_{0}}, puis {\displaystyle v'=0,178V_{0}}.

## Exemple: cas d'une orbite de transfert géostationnaire
L'orbite de transfert géostationnaire (GTO) est utilisée pour placer les satellites sur une orbite géostationnaire (altitude 35786 kilomètres, inclinaison orbitale 0°), qui permet à ceux-ci de rester dans une position apparente fixe au-dessus de la Terre. Le satellite doit quitter une orbite basse sur laquelle il circule avec une vitesse orbitale de l'ordre de 7,73 km/s pour atteindre l'orbite géostationnaire sur laquelle il circule à une vitesse orbitale de l'ordre de 3,07 km/s. Sur l'orbite de transfert entre les deux orbites sa vitesse va être de 10,15 km/s à son périgée et de 1,61 km/s à son apogée. Les deux manœuvres réalisées pour le placer sur une orbite géostationnaire nécessitent un changement de vitesse (delta-V) de 2,42 km/s (10,15 - 7,73)  au périgée puis de 1,46 km/s (3,07-1,61 km/s) à l'apogée soit un total de 3,88 km/s. 
On remarque que le changement de vitesse (delta-V) total nécessaire est supérieur à celui  requis pour que le satellite atteigne la vitesse de libération (10,93 km/s) lui permettant d'échapper à l'attraction terrestre : dans ce dernier cas le delta-V nécessaire est égal à 10,93 - 7,73 = 3,20 km/s (< 3,88 km/s). En appliquant un changement de vitesse supérieur seulement de 0,78 km/s (3,20 - 2,42) la vitesse de libération est atteinte alors qu'il faut 1,46 km/s à l'apogée pour placer le satellite en orbite géostationnaire. Ceci illustre l'effet Oberth qui postule que le changement de vitesse (delta-V), lorsqu'il est appliqué à des vitesses élevées, produit plus d'énergie orbitale spécifique. 

## Application à une trajectoire interplanétaire
Le cas d'un engin spatial orbitant autour d'une planète (par exemple la Terre) utilisant une orbite de transfert pour se placer en orbite autour d'une autre planète (par exemple Mars) est plus complexe, mais le changement de vitesse (delta-V) nécessaire est, grâce à l'effet Oberth, inférieur à la somme du delta-V requis pour atteindre la vitesse de libération de la planète de départ et du delta-V requis pour un transfert de Hohman vers la deuxième planète. Par exemple dans le cas d'une trajectoire Terre vers Mars, le delta-V supplémentaire nécessaire pour atteindre une vitesse supérieure de 2,9 km/s à celle de la Terre est de seulement 0,4 km/s si la manœuvre est effectuée lorsque l'engin spatial se trouve à basse altitude au-dessus de la Terre (au périgée). 
Arrivé au niveau de Mars, l'engin spatial devra réduire sa vitesse pour se placer en orbite autour de la planète. Pour optimiser cette manœuvre, celle-ci devra être appliquée lorsque l'engin spatial se trouve au plus près de la surface de la planète afin de bénéficier de l'effet Oberth. Pour pouvoir réaliser une trajectoire de transfert entre deux planètes, il est nécessaire que leurs positions respectives respectent certaines contraintes ce qui impose des fenêtres de lancement précises (dans le cas d'un lancement vers Mars, la fenêtre de lancement ne s'ouvre que tous les 26 mois).         